# 바보 삼총사
《바보 삼총사》(영어: The Three Stooges)는 미국에서 제작된 2012년 슬랩스틱 코미디 영화이다. 피터 패럴리와 보비 패럴리 형제가 제작, 연출하고, 마이크 서로니와 공동 각본을 작성하였다. 크리스 디어먼토펄러스, 숀 헤이스, 윌 새소가 제목의 주인공으로 출연하였고, 찰스 B. 웨슬러 등이 제작에 참여하였다.
2012년 4월 13일 20세기 폭스에 의해 개봉되었다.

## 줄거리
아기 모, 래리, 컬리는 함께 더플 백에 담겨 수녀원 고아원 문 앞에 놓인다. 10살 때 모는 입양 기회를 얻지만 래리와 컬리도 같이 입양해달라고 했다가 테디가 대신 입양을 가게 된다.
25년 뒤 여전히 고아원에서 살며 정비공으로 일하던 셋은 고아원이 문을 닫을 위기에 놓이자 이를 막기 위해 30일 안에 83만 달러를 모으는 일에 자원한다.

## 출연
- 크리스 디어먼토펄러스 - 모 하워드 역
  - 스카일러 지손도 - 모 아역
- 숀 헤이스 - 래리 파인 역
- 윌 새소 - 컬리 하워드 역
- 제인 린치 - 수녀원장 역
- 소피아 베르가라 - 리디아 하터 역
- 제니퍼 허드슨 - 로즈메리 수녀 역
- 크레이그 비어코 - 맥 미오스키 역
- 스티븐 콜린스 - 하터 씨 역
- 래리 데이비드 - 메리멩걸러 수녀 역
- 커비 헤이본 - 시어도어 J. "테디" 하터 역
- 에미 콜리가도 - 링 역
- 맥스 찰스 - 피저 하터 역
- 브라이언 도일머리 - 래틀리프 추기경 역
- 린 셰이 - 신생아실 간호사 역
- 칼리 크레이그 - 하터 부인 역
- 케이트 업턴 - 버니스 수녀 역
- 아이제이아 무스타파 - 랠프 역
- 스누키 - 본인 역
- 로니 오티즈 - 본인 역
- 드와이트 하워드 - 본인 역
- 안토니오 사바토 주니어 - 보비 패럴리 역
- 제니 팔리
- 마이크 "더 시추에이션" 소런티노